# Mamas Baru
Mamas Baru is een bestuurslaag in het regentschap Aceh Tenggara van de provincie Atjeh, Indonesië. Mamas Baru telt 407 inwoners (volkstelling 2010).